# Capdevila (Borredà)
Capdevila és un mas al terme municipal de Borredà (Berguedà) catalogat a l'Inventari del Patrimoni Arquitectònic de Catalunya. Masia orientada cap a llevant de planta rectangular coberta a dues aigües de teula àrab. El parament és a base de carreus de pedra de diverses dimensions, sense desbastar i units amb morter. A la façana trobem una gran porta central adovellada, les obertures són totes allindanades, amb les llindes i els muntants monolítics. Està estructurada en planta baixa i pis.
A llevant hi ha un porxo de fusta. La masia fou construïda al segle xvi i ampliada pel sector de tramuntana al segle xviii amb un cos rectangular que fou reforçat amb un massís contrafort. Prop de la masia hi ha la capella familiar de Sant Jaume, un petit exemplar barroc del segle xviii.

## Història
La masia de Capdevila està documentada des del s. XVI com una de les propietats del monestir de Santa Maria de Ripoll al terme de Santa Maria de Borredà. Els Capdevila iniciaren una gran transformació econòmica al s. XVII combinen la tradicional activitat agrícola i ramadera amb el filat i teixit de la llana; membres d'aquesta família s'instal·laren a Borredà i esdevingueren artesans actius i membres del gremi de paraires i teixidors de la vila. Al s. XVIII figuren com a comerciants a l'engròs de llana.
A principis dels noranta la masia fou restaurada, des de la teulada i la resta de l'exterior fins a les dependències interiors, respectant l'estil original i amb una correcta utilització dels materials, sobretot pedra i fusta.